# سعيد أبو جمرة
سعيد أبو جمرة (21 أبريل 1871 - 1954) هو طبيب وناشر لبناني مهجري في البرازيل. وهو عضو في المجمع العلمي العربي بدمشق ومجمع اللغة العربية بالقاهرة. هاجر إلى البرازيل أين أصدر جريدة «الأفكار» في سان باولو في 1903 وألف ثلاثة كتب هي «حياتنا التناسلية أو دليل العازب وطبيب المتزوج» و«وقاية الشبان من المرض الإفرنجي والسيلان» و«واجب الشباب بالمجتمع». وتخرج طبيبا من الجامعة الأمريكية في بيروت ودرس الفلسفة في جامعة سان فرانسيسكو.

## النشأة والمسيرة
ولد سعيد أبو جمرة في الكفير في لبنان وتخرج في الطب من الجامعة الأمريكية في بيروت وحصل على شهادة في الفلسفة من جامعة سان فرانسيسكو. وكان عضوا في كل من المجمع العلمي العربي بدمشق ومجمع اللغة العربية بالقاهرة. وهاجر إلى سان باولو في البرازيل. وأصدر جريدة «الأفكار» في سان باولو في 1903. وكتب ثلاثة كتب هي «حياتنا التناسلية أو دليل العازب وطبيب المتزوج» و«وقاية الشبان من المرض الإفرنجي والسيلان» و«واجب الشباب بالمجتمع». وتوفي في سان باولو في 1954.

## أعماله
- حياتنا التناسلية أو دليل العازب وطبيب المتزوج
- وقاية الشبان من المرض الإفرنجي والسيلان
- واجب الشباب بالمجتمع